# Вільна Україна (журнал)
«Вільна Україна» (журнал, Умань) — український тижневик, виданий автономістами-федералістами в часи Національно-визвольних змагань 1917—1921 років.

## Історія створення
Заснований у січні 1917 р в Умані під назвою «Вільна Україна» як відгук на політичні зміни, спричинені Лютневою революцією 1917 року в Росії. На заклик Української Центральної Ради почали створюватися, реорганізовуватися і діяти українські партії: Товариство українських поступовців, УСДРП, Українська партія соціалістів-революціонерів, Українська партія соціалістів-самостійників і т. д. Усі названі партії мали свої пресові органи, які розгорнули агітаційно-пропагандистську та культурно-освітню діяльність. Так автономісти-федералісти в Умані почали видавати тижневик «Вільна Україна».

## Доля видання
Становлення жураналу відбувалось в період національно-визвольної боротьби. Журналом опікувалась помірковано-консервативна політична формація, створена в березні-червні 1917 року, яка відновила діяльність довоєнної Української демократично-радикальної партії і згодом змінила назву на Українську партію соціалістів-федералістів. Виходив журнал під редакцією В. Камінського. Журналісти включилися в боротьбу за відстоювання українських національних інтересів. Однак воєнні події внесли свої корективи в існування періодичного органу.
Поразка української революції 1917—1921 призвела до нового поділу українських земель і до нових утисків української культури. В УСРР були закриті всі національно-демократичні, навіть соціалістичні, видання, які не прийняли більшовицького режиму.